# راب گرانکووسکی
رابرت جیمز گرانکووسکی (انگلیسی: Robert James Gronkowski) یک بازیکن فوتبال آمریکایی است
وی در ۱۴ می ۱۹۸۹ در امهرست واقع در نیویورک متولد شده است. وی فارغ‌التحصیل دانشگاه هاروارد است. گرانکووسکی در مصاحبه‌ای با یکی از روزنامه‌نگاران اعلام نموده است که: علاقه زیادی به هنرپیشگی دارد و شاید در آینده وارد عرصه هنرپیشگی شود
وی یکی از تأثیر گذارترین بازیکنان فوتبال آمریکایی هست و با شماره ۸۷ در تیم نیو انگلند پتریوتس بازی می‌کند.
گرانکووسکی یکی از حامیان یتیم خانه‌های نیویورک هست و در سال ۲۰۱۵ بخشی از ثروت خویش را به یکی از یتیم خانه‌های نیویورک اهدا کرد.